# داود خیل، پنجاب
داود خیل (به انگلیسی: Daud Khel) یک منطقهٔ مسکونی در پاکستان است که در پنجاب واقع شده‌است. داود خیل ۲۰۷ متر بالاتر از سطح دریا واقع شده‌است.